# Kitsune

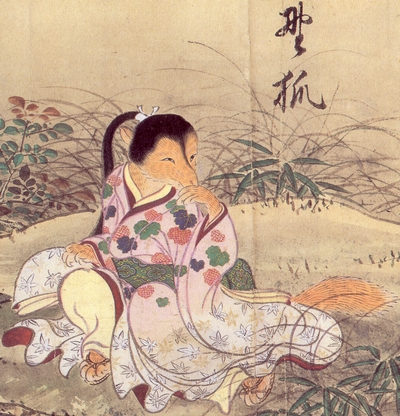
Kitsune, wie er in Sawaki Suushis Hyakkai Zukan (百怪図巻; „Bilderrolle der 100 Monster“) von 1759 erscheint.

Der Kitsune (狐; „Fuchs“) ist ein Wesen des japanischen Volksglaubens aus der Gruppe der Yōkai, Kami und Han'yō. Er gehört mit zu den bekanntesten und vertrautesten, aber auch am meisten gefürchteten Fabelwesen Japans. Der Glaube an Kitsune ist seit der Frühzeit überliefert und dauert in ländlichen Gegenden bis heute an.

## Beschreibung

### Aussehen
Kitsune können der Überlieferung nach anthropomorph (also mit dem Körper eines Menschen) oder zoomorph (gänzlich tiergestaltig) erscheinen. Kitsune sollen unter anderem dann entstehen können, wenn sie ungewöhnlich alt (älter als 20 Jahre) werden, oder über viele Jahre mit Menschen zusammengelebt haben. Sie sollen aber auch während oder nach ihrem Ableben zu Yōkai werden können, meist durch einen Fluch oder durch unkontrollierbare, überstarke Emotionen, in denen der Geist auch nach dem Tod gefangen bleibt. Nach der Yōkai-Werdung kann der Kitsune unter anderem lernen, wie ein Mensch aufrecht zu gehen, zu sprechen und sich wie ein Mensch zu kleiden. Allen Kitsune gemeinsam ist jedoch die Eigenart, mindestens zwei Fuchsruten zu besitzen. Am häufigsten sind Darstellungen mit zwei, fünf, oder gar neun Ruten. Neunschwänzige Füchse werden Kyūbi no kitsune (九尾の狐) oder kurz Kyūbi (九尾; „Neunschweif“) genannt und gelten als die mächtigsten unter ihnen. Sie sind auch in der chinesischen Mythologie vertreten, wo sie als K’ioh-kû verehrt werden. Werden sie 1000 Jahre und älter, sollen sie als sogenannte Tenko (天狐; „Himmelsfuchs“) ein schneeweißes Fell bekommen und in den Himmel aufsteigen können. Kitsune, die sich -aus welchen Gründen auch immer- unter Menschen mischen, sollen oft sehr darum bemüht sein, ihre spitzen Ohren und Fuchsruten zu verbergen, da sie diese nicht einfach wegzaubern können. Deshalb gerieten Personen, die sich ständig vermummen und / oder verkleiden, in frühen Epochen leicht in den Verdacht, Kitsune zu sein.

### Charakter
Die japanische Folklore kennt tatsächlich zwei Typen der Kitsune: den Zen kitsune oder Zenkō (善狐; „Guter Fuchs“), der dem Menschen wohlgesinnt ist und den Nōkitsune (野狐; „Wütender Fuchs“), der die Menschen verachtet und ihnen schaden will. Eine Art „Graustufe“ existiert augenscheinlich nicht. Dabei spielt das Geschlecht keine Rolle. Während die Zenkō in Sagen und Überlieferungen stets eine tragische Rolle zugesprochen bekommen, werden die Nōkitsune von Grund auf als böse porträtiert. Dabei scheint es keinerlei Rolle zu spielen, ob sie zur bösen Tat getrieben wurden, oder ob sie die Eigeninitiative ergreifen – sie sind böse, „weil sie es können“. Auch ob sie Kami, Yōkai, oder bloße Bōrei sind, scheint völlig unerheblich zu sein. Sind sie dem Menschen wohlgesinnt, bedeutet es für Letzteren Glück, Segen und Wohlstand. Sind sie böse, bedeutet es eben Unglück und Leid.

### Fähigkeiten
Kitsune beherrschen der Folklore nach die Fähigkeit, kleine, bläuliche Irrlichter zu erzeugen, sogenannte Kitsunebi (狐火; „Fuchsfeuer“). Sie können das Feuer von Natur aus ausatmen oder ausspeien, oder sie beschwören es mit schwarzer Magie. Alternativ fängt der Kitsune ein Hitodama (die Seele eines soeben verstorbenen Menschen) oder gar einen Yūrei (ein Gespenst) ein und bringt es unter seine Kontrolle. Nun kann er das „Fuchsfeuer“ steuern und zum Beispiel unachtsamen oder unliebsamen Menschen entgegenschicken, um sie in die Irre zu führen, zu erschrecken oder anzugreifen. In seltenen Fällen sollen „Fuchsfeuer“ ein Eigenleben entwickeln können und nun an verschiedenen Orten herumspuken.
Kitsune können angeblich auch lernen, ihre Gestalt zu ändern. Bereits alte Volksmärchen, klassische Sagen und selbst moderne Großstadtlegenden beschreiben Kitsune als begabte und oft unterschätzte Gestaltwandler. Seien es Kami, Yōkai oder verzauberte Menschen, sämtliche Kitsuneformen wissen ihre Opfer durch Vortäuschen einer falschen Identität in menschlicher Gestalt zu überlisten. Die Motivik dahinter kann guter wie bösartiger Natur sein. In vielen Sagen wird deutlich gemacht, dass Kitsune die Fähigkeit zur Gestaltwandlung erst noch lernen müssen und sie nicht von Natur aus beherrschen (im Gegensatz zu den Kitsunebi). Zu den bevorzugten Gestalten, die Kitsune annehmen sollen, gehören in erster Linie junge, aufreizende und charmant wirkende Frauen oder Mädchen. Seltener sind es junge, attraktive Männer oder gar kleine Kinder. Kitsune setzen eindeutig auf Liebreiz, Attraktivität und Charme, ihre Opfer sind besonders naiv oder von sexueller Lust getrieben. Dies nutzen Kitsune eiskalt und rücksichtslos zu ihrem Vorteil aus, der den Schaden oder gar den Tod des Opfers in Kauf nimmt. In den wenigen Überlieferungen, in denen Kitsune den Menschen Gutes tun, widerfährt Ersteren meist ein tragisches Unglück. Happy Ends sind so gut wie gar nicht überliefert.

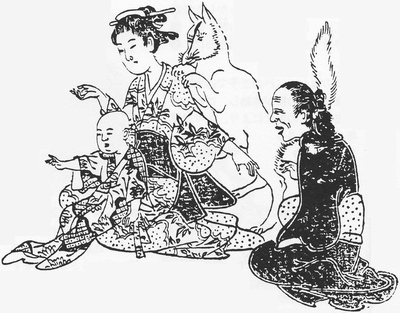
Ein Kitsune ergreift Besitz von einer Familie. Abbildung aus dem Gyokuzan Gafu.

Besonders magiebegabte Kitsune sollen mit Hilfe von schwarzer Magie aber auch in der Lage sein, Menschen zu verhexen oder von ihnen Besitz zu ergreifen. Von Kitsune besessene Menschen werden als Kitsune-tsukai (狐付き; „Im Besitz des Kitsune“) oder Tsukimono-suji (憑き物筋; „Im Bann des Tiergeist“) bezeichnet. Das Opfer soll sich zunächst sehr zurückziehen, anschließend zunehmend schreckhafter und aggressiver werden und nur noch Speisen zu sich nehmen, die angeblich auch von Kitsune und Füchsen bevorzugt werden. Zu guter Letzt soll der Besessene seine eigenen Familienmitglieder bestehlen oder gar attackieren. Der Psychologieprofessor Masatake Morita (森田 正馬; 1874–1938) und der Folklorist Kunio Yanagita (柳田 國男; 1875–1962) studierten im frühen 20. Jahrhundert das Phänomen der „Kitsune-Familien“ und Besessenen. Beide kommen zu dem Schluss, dass die Symptome und Verhaltensweisen der vorgeblich Besessenen einerseits an Geisteskrankheiten wie zum Beispiel Lykanthropie und Schizophrenie erinnern, andere Symptome seien vermutlich aber auch auf Tollwutinfektionen zurückzuführen. Dazu komme das erlittene Trauma der Stigmatisierung und Verbannung durch die eigenen Dorfgemeinschaften. In Präfekturen wie Kochi sei der Aberglaube um Kitsune-tsuki noch zu ihrer Zeit verbreitet gewesen.
Seit dem 17. Jahrhundert kam der Glaube auf, dass abtrünnige Priesterfamilien dem Kult nachgingen, Fuchsgeister einzufangen, um diese dann unter Kontrolle zu bringen. Die unterworfenen Fuchsgeister würden dann ausgesuchte Opfer überfallen und von ihnen Besitz ergreifen. Die so Unterworfenen müssten dann der Priesterfamilie zu Diensten sein. Solche Familien wurden als Kitsune-mochi (狐持ち; „Fuchshalter“) bezeichnet und um 1790 herum wurden in verschiedenen Präfekturen Gesetze zur Verfolgung, Verbannung oder gar Exekution vorgeblich überführter Kitsune-mochi erlassen.

## Hintergrund

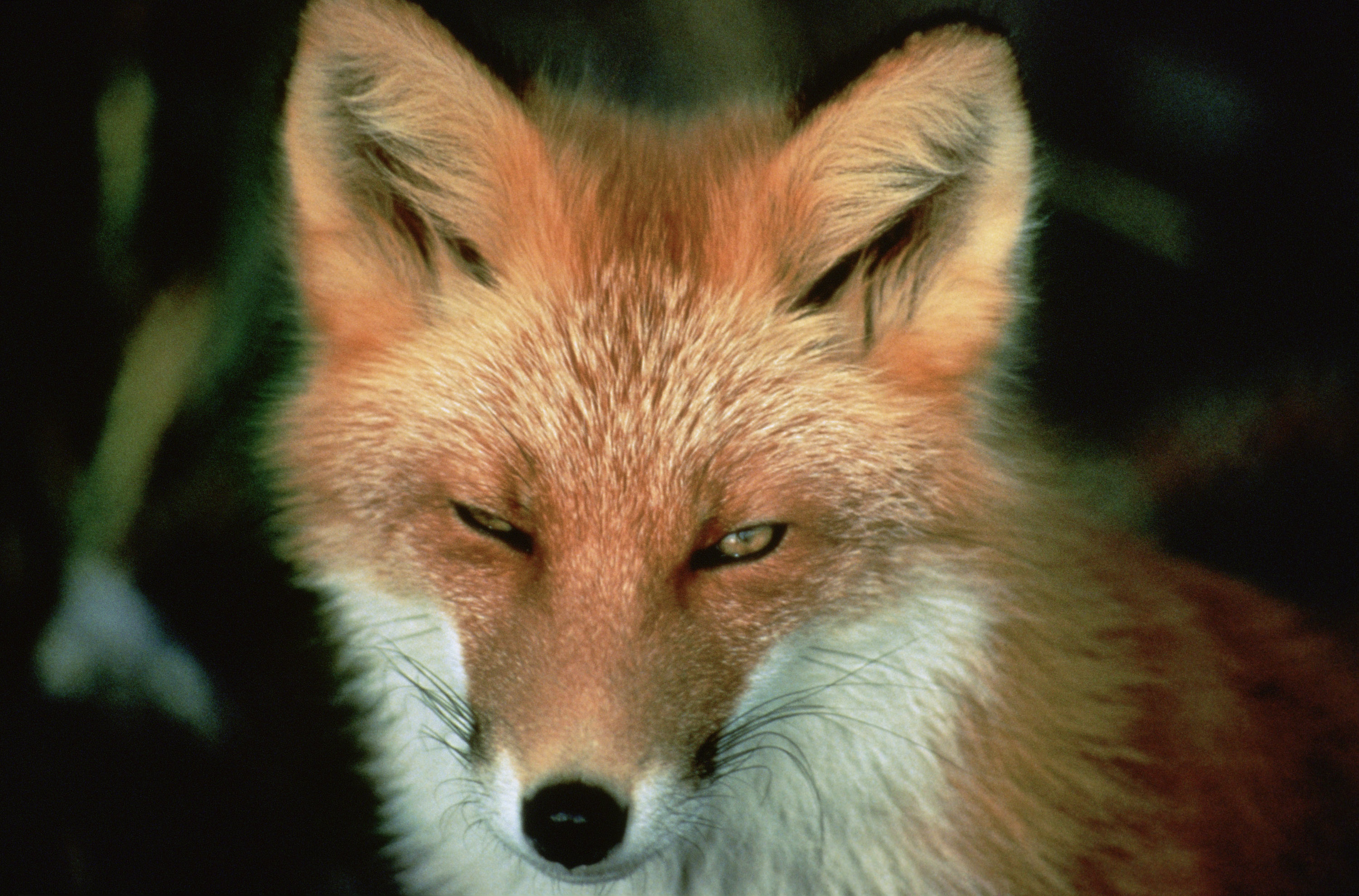
Rotfuchs im Porträt.

Das japanische Wort kitsune (狐) bedeutet schlicht „Fuchs“, dieses real existierende Tier war Namens- und Gestaltungsvorbild für den Yōkai. In Japan leben allerdings zwei verschiedene Fuchsarten nebst einer Unterart: der Japanische Rotfuchs (Vulpes vulpes japonica), der Eisfuchs (Vulpes lagopus) und der Silberfuchs (eine graue Varietät des Rotfuchses). Das Wort kitsune kann demnach alle drei Fuchsarten meinen. Problematisch daran ist, dass bereits die frühesten Kitsune-Darstellungen stark stilisiert sind und artspezifische Details missen lassen. Farbige Holzschnitte und Malereien legen sich auch nicht fest, die dort abgebildeten Füchse können rötlich, grau oder reinweiß sein. Daneben existieren mehr als ein Dutzend Namensvarianten für „Kitsune“, weil jede Präfektur gewissermaßen ihren eigenen, lokalen Kitsune verehrt. Um das real existierende Tier dennoch vom Yōkai unterscheiden zu können, wird Letzterer auch Bake kitsune (化け狐; „Koboldfuchs“) oder Kitsune-bake (狐化け; „Fuchskobold“) genannt.

## Mythologischer Ursprung
Es ist möglich, dass der Glaube an Kitsune in Japan nicht unabhängig entstand, sondern dass der Yōkai aus China eingeführt worden war (wie viele andere Yōkai und Kami). Aus dem frühzeitlichen China sind Fuchsdämonen etwa seit 270 n. Chr. sicher überliefert, in Japan seit etwa 400 n. Chr. In China waren Fuchsgeister und -dämonen als Hú jīng (狐精; „Fuchsgeist“) bekannt und gefürchtet. Der Fuchs selbst, ob als reales Tier oder Dämon, wird in China Hulí (狐狸; wörtl. „Fuchsmarder“, „Marderfuchs“) genannt, in Japan lautet die Kanbun-Lesung für dieselben Zeichen Korī. Interessant hierbei ist, dass für den chinesischen Namen des Yōkais „Kitsune“ die Schriftzeichen für „Fuchs“ (狐; Hú) und „Marderhund“ (狸; Lí) kombiniert wurden, obwohl sie, einzeln für sich, zwei grundverschiedene Tierarten bezeichnen.
Der Ursprung des japanischen Namens „Kitsune“ wird gemäß einer alten Überlieferung wie folgt erklärt: „Kitsune“ sei aus einer Redewendung entstanden. Ki-tsuu-ne bedeutet so viel wie „komm und schlafe mit mir“. Der Legende nach hätten Fuchshexen in der Frühzeit stets mit diesen Worten von Lust getriebene, ahnungslose oder unvorsichtige Männer verführt.

## Bekannte Kitsune des traditionellen Glaubens

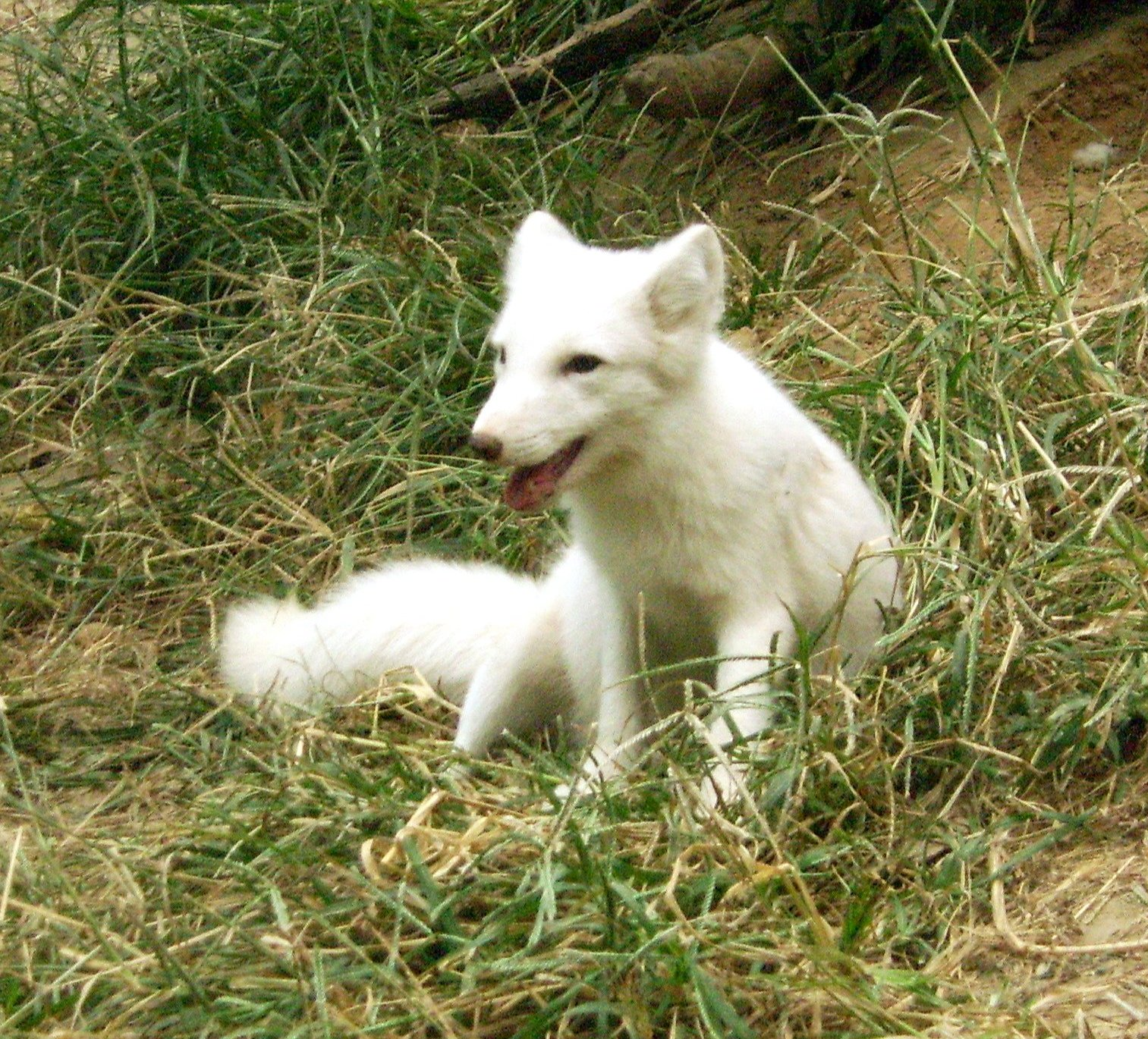
Seltene weiße Form des Rotfuchses, die Inspiration zur Gestalt von Inari.

- Tamamo no Mae (玉藻前): Eine Fuchsgöttin, deren Gestalt sehr wahrscheinlich von einer chinesischen Fuchshexe namens Daji (chin. 妲己) inspiriert worden war. Der Legende nach tarnte sich Tamamo no Mae als Konkubine am japanischen Kaiserhof, um den jüngst pensionierten Herrscher Toba zu verhexen. Als sie aufflog, wurde sie gejagt und getötet, worauf sie sich in einen Todesstein namens Sesshōseki verwandelte.[14]
- Inari (稲荷): Fuchsgott mit weißem Fell; Schutzpatron der Schmiede, Samurai und der Reisbauern. Er wird seit dem 5. Jahrhundert verehrt und gilt für gewöhnlich als dem Menschen wohlgesinnt. Er soll aber auch zu derben Scherzen aufgelegt sein und sein Geschlecht nach Belieben ändern können.[15]
- Kuzunoha (葛の葉): Eine gutherzige Fuchsfee, die bereits in japanischen Legenden des 9. Jahrhunderts zum Sinnbild für Ehetreue und aufopfernde Mutterschaft avancierte. Sie soll gemäß späteren Fassungen den berühmten Hofastronom und Gelehrten Abe no Seimei geboren haben.[16]
- Otora kitsune (おとら狐): Ein bösartiger Kitsune namens „Otora“ mit nur einem Auge und drei Beinen, der in der historischen Provinz Mikawa (heutige Präfektur Aichi) gewütet und Menschen verhext haben soll.[17]
- Denpachi kitsune (伝八狐): Tragische Sagengestalt namens „Konoha“, die sich durch Vortäuschen einer falschen Identität unter dem Namen „Denpachi“ in eine buddhistische Klosterschule schlich, die Prüfung bestand und von erbosten Mitschülern beinahe totgeschlagen wurde.[18]

## Kitsune in modernen japanischen Medien
Kitsune und ihre Kitsunebi sind bis heute ein beliebtes Motiv in modernen japanischen Medien und tauchen in Comics, Mangas, Romanen, Animes und -serien auf. Ein bekannter fiktiver Kitsune der Moderne ist Shippō aus der Manga- und Animereihe Inuyasha von Rumiko Takahashi. Die Serie handelt von der 15-jährigen Schülerin Kagome Higurashi, die durch einen Unfall eine Zeitreise zurück in die Sengoku-Zeit (15. – 16. Jahrhundert) des feudalen Japans macht, eine Epoche, in der dem Roman zufolge Yōkai, Han’yō und Bōrei real sind. Während ihrer Reise lernt Kagome den noch sehr jungen Shippō kennen. Shippō beherrscht, neben einigen Verwandlungstricks, auch das Beschwören und Entsenden von Kitsunebis. Ein weiteres Beispiel ist in der Manga-Reihe Natsume Yuujinchou (夏目友人帳; „Natsumes Buch der Freunde“) von Yuki Midorikawa zu finden. Diese Serie dreht sich um den Jugendlichen Takashi Natsume, der die Gabe besitzt, Yōkai, Yūrei und Bōrei sehen und mit ihnen interagieren zu können. Takashi freundet sich mit einem jungen Kitsune an, der ebenfalls Kitsunebis einsetzt. Auch in Roman- und Anime-Serien wie zum Beispiel Naruto sind Kitsune und deren Kräfte vertreten: der 13-jährige Protagonist Naruto Uzumaki (ein Ninja in Ausbildung) besitzt die Kräfte eines Kyūbi no kitsune („Neunschweif“).
Die Beliebtheit von Kitsune besonders in der japanischen Roman-, Comic-, Manga- und Animewelt hat dazu geführt, dass auch die deutsche Sagengestalt Reineke Fuchs gewisse Bekanntheit in Japan erlangt hat. Gegen Ende des 20. Jahrhunderts erlebte Japan eine regelrechte Germanophilie, die bis heute anhält und sich besonders in einer übermäßigen Faszination gegenüber deutschen Märchen und Sagen ausdrückt. Besonders die Märchen der Brüder Grimm und von Johann Wolfgang von Goethe inspirieren zahllose Verfilmungen und Literaturwerke unterschiedlichster Genre und Formate. Reineke Fuchs ist in Japan unter den Namen Kitsune no Raineke (狐のライネケ; „Reineke, der Fuchs“) und Kitsune no Runāru (狐のルナール; „Renard, der Fuchs“) bekannt. Seine Erzählungen werden allerdings oft stark ausgeschmückt wiedergegeben, weil die Figur des originalen Reineke keinerlei mystischen oder gar schwarzmagischen Eigenschaften aufweist (obgleich er als Verkleidungskünstler, Stimmenimitator und Manipulierer auftritt).